# Deutscher Sportclub Arminia Bielefeld 1978-1979
Questa voce raccoglie le informazioni riguardanti il Deutscher Sportclub Arminia Bielefeld nelle competizioni ufficiali della stagione 1978-1979.

## Stagione
Nella stagione 1978-1979 l'Arminia Bielefeld, allenato da Milovan Beljin e Otto Rehhagel, concluse il campionato di Bundesliga al 16º posto. In Coppa di Germania l'Arminia Bielefeld fu eliminato al secondo turno dal Duisburg.

## Rosa
| N. |                     | Ruolo | Calciatore             |
| -- | ------------------- | ----- | ---------------------- |
|    | Germania (bandiera) | P     | Friedel Schüller       |
|    | Germania (bandiera) | P     | Uli Stein              |
|    | Germania (bandiera) | D     | Eduard Angele          |
|    | Germania (bandiera) | D     | Hans-Werner Moors      |
|    | Germania (bandiera) | C     | Norbert Eilenfeldt     |
|    | Germania (bandiera) | C     | Dieter Herlein         |
|    | Germania (bandiera) | C     | Lorenz-Günther Köstner |
|    | Germania (bandiera) | C     | Peter Krobbach         |
|    | Germania (bandiera) | C     | Frank Pagelsdorf       |
|    | Germania (bandiera) | C     | Roland Peitsch         |

| N. |                     | Ruolo | Calciatore          |
| -- | ------------------- | ----- | ------------------- |
|    | Germania (bandiera) | C     | Wolfgang Pohl       |
|    | Germania (bandiera) | C     | Helmut Schröder     |
|    | Germania (bandiera) | C     | Klaus Schweter      |
|    | Germania (bandiera) | C     | Roland Weidle       |
|    | Germania (bandiera) | A     | Harry Ellbracht     |
|    | Germania (bandiera) | A     | Volker Graul        |
|    | Svezia (bandiera)   | A     | Billy Ohlsson       |
|    | Serbia (bandiera)   | A     | Mileta Rnic         |
|    | Germania (bandiera) | A     | Christian Sackewitz |
|    | Germania (bandiera) | A     | Hans-Gerd Schildt   |

## Organigramma societario
Area tecnica
- Allenatore: Otto Rehhagel
- Allenatore in seconda:
- Preparatore dei portieri:
- Preparatori atletici:

## Calciomercato

### Sessione estiva
| Acquisti | Acquisti         | Acquisti              | Acquisti |
| R.       | Nome             | da                    | Modalità |
| -------- | ---------------- | --------------------- | -------- |
| A        | Volker Graul     | Fortuna Colonia       |          |
| A        | Harry Ellbracht  | Saarbrücken           |          |
| C        | Peter Krobbach   | Eintracht Francoforte |          |
| A        | Billy Ohlsson    | Hammarby              |          |
| C        | Frank Pagelsdorf | Hannover 96           |          |
| C        | Roland Weidle    | Eintracht Francoforte |          |

| Cessioni | Cessioni           | Cessioni     | Cessioni |
| R.       | Nome               | a            | Modalità |
| -------- | ------------------ | ------------ | -------- |
| D        | Ulrich Büscher     | Osnabrück    |          |
| A        | Wolfgang Schilling | TeBe Berlino |          |
| A        | Joachim Schulze    | Verl         |          |

### Sessione invernale
| Acquisti | Acquisti | Acquisti | Acquisti |
| R.       | Nome     | da       | Modalità |
| -------- | -------- | -------- | -------- |

| Cessioni | Cessioni    | Cessioni         | Cessioni |
| R.       | Nome        | a                | Modalità |
| -------- | ----------- | ---------------- | -------- |
| D        | Willi Cryns | S.J. Earthquakes |          |

## Risultati

### Bundesliga

#### Girone di andata
| Arbitro: | Messmer |

|          |           |              |
| Worm 38’ | Marcatori | 47’ Schröder |

| Arbitro: | Aldinger |

|                                        |           |                           |
| Sackewitz 10’ Eilenfeldt 32’ Moors 65’ | Marcatori | 23’ Fischer 27’ Abramczik |

| Arbitro: | Luca |

|               |           |  |
| Neuberger 48’ | Marcatori |  |

| Arbitro: | Dölfel |

|                           |           |                          |
| Schildt 59’ Ellbracht 60’ | Marcatori | 37’ Handschuh 54’ Nickel |

| Arbitro: | Niemann |

|  |           |                       |
|  | Marcatori | 37’ Janzon 85’ Müller |

| Arbitro: | Treib |

|                                          |           |              |
| Lienen 36’, 45’ Nielsen 61’ Simonsen 82’ | Marcatori | 48’ Krobbach |

| Arbitro: | Brückner |

|          |           |                                    |
| Pohl 81’ | Marcatori | 41’ Wunder 45’ Reinders 77’ Dreßel |

| Arbitro: | Barnick |

|            |           |  |
| Eggert 89’ | Marcatori |  |

| Arbitro: | Quindeau |

|          |           |            |
| Graul 7’ | Marcatori | 25’ Müller |

| Arbitro: | Niemann |

|             |           |                             |
| Nüssing 50’ | Marcatori | 32’ Eilenfeldt 81’ Schröder |

| Arbitro: | Walz |

|                |           |  |
| Pagelsdorf 82’ | Marcatori |  |

| Arbitro: | Gabor |

|          |           |           |
| Eigl 40’ | Marcatori | 20’ Graul |

| Arbitro: | Walz |

|  |           |          |
|  | Marcatori | 74’ Geye |

| Arbitro: | Heitmann |

|  |           |                |
|  | Marcatori | 88’ Eilenfeldt |

| Arbitro: | Ross |

|                                  |           |  |
| Peitsch 67’ (rig.) Sackewitz 85’ | Marcatori |  |

| Arbitro: | Frickel |

|                      |           |              |
| Keegan 24’, 77’, 83’ | Marcatori | 39’ Schröder |

| Arbitro: | Burgers |

|                                            |           |                              |
| Pohl 14’ Ellbracht 74’, 85’ Eilenfeldt 81’ | Marcatori | 9’, 35’ Schneider 82’ Segler |

#### Girone di ritorno
| Arbitro: | Ohmsen |

|               |           |           |
| Sackewitz 12’ | Marcatori | 82’ Dietz |

| Arbitro: | Klauser |

|                                     |           |          |
| Abramczik 57’, 65’, 89’ Fischer 79’ | Marcatori | 21’ Pohl |

| Bielefeld 27 gennaio 1979, ore 15:30 CET 20ª giornata | Arminia Bielefeld | 0 – 0 referto | Eintracht Francoforte | Bielefelder Alm (21 500 spett.)\| Arbitro: \| Gabor \| |
| Arbitro:                                              | Gabor             |               |                       |                                                        |

| Arbitro: | Walz |

|                                                               |           |                         |
| Nickel 2’ (rig.), 26’ (rig.) Hollmann 23’ Borg 46’ Krause 68’ | Marcatori | 24’ Graul 35’ Sackewitz |

| Arbitro: | Barnick |

|  |           |                                            |
|  | Marcatori | 18’, 22’ Eilenfeldt 51’ Graul 63’ Schröder |

| Arbitro: | Dreher |

|  |           |                      |
|  | Marcatori | 40’ Amrath 90’ Bruns |

| Arbitro: | Schmoock |

|             |           |  |
| Reinders 9’ | Marcatori |  |

| Arbitro: | Horstmann |

|          |           |                    |
| Graul 6’ | Marcatori | 42’ Woelk 89’ Abel |

| Arbitro: | Brückner |

|                                                                      |           |                   |
| Hattenberger 17’ Hoeneß 22’ Kelsch 37’ Müller 67’ (rig.) Förster 76’ | Marcatori | 1’ (rig.) Peitsch |

| Bielefeld 14 aprile 1979, ore 15:30 CEST 27ª giornata | Arminia Bielefeld | 0 – 0 referto | Hertha Berlino | Bielefelder Alm (22 000 spett.)\| Arbitro: \| Treib \| |
| Arbitro:                                              | Treib             |               |                |                                                        |

| Arbitro: | Burgers |

|                        |           |                |
| Neumann 31’ Müller 40’ | Marcatori | 81’ Eilenfeldt |

| Arbitro: | Engel |

|                                                                     |           |  |
| Ellbracht 29’ Graul 44’ Westenberger 54’ (aut.) Eilenfeldt 64’, 74’ | Marcatori |  |

| Arbitro: | Dölfel |

|                                      |           |                                |
| Riedl 80’ Toppmöller 82’ Briegel 83’ | Marcatori | 81’ Ohlsson 90’ (rig.) Peitsch |

| Arbitro: | Roth |

|                            |           |  |
| Schildt 65’ Eilenfeldt 88’ | Marcatori |  |

| Arbitro: | Walz |

|                                       |           |                                  |
| Allofs 43’ Allofs 59’ (rig.) Zewe 84’ | Marcatori | 47’ (rig.) Peitsch 90’ Ellbracht |

| Bielefeld 2 giugno 1979, ore 15:30 CEST 33ª giornata | Arminia Bielefeld | 0 – 0 referto | Amburgo | Bielefelder Alm (34 900 spett.)\| Arbitro: \| Meuser \| |
| Arbitro:                                             | Meuser            |               |         |                                                         |

| Arbitro: | Linn |

|                     |           |  |
| Segler 18’ Vöge 30’ | Marcatori |  |

### Coppa di Germania
| Arbitro: | Linn |

|                         |           |              |
| Moors 32’ Schröder 105’ | Marcatori | 68’ Wehmeyer |

| Arbitro: | Horstmann |

|                    |           |              |
| Worm 26’, 62’, 66’ | Marcatori | 54’ Schröder |

## Statistiche

### Statistiche di squadra
| Competizione      | Punti | In casa | In casa | In casa | In casa | In casa | In casa | In trasferta | In trasferta | In trasferta | In trasferta | In trasferta | In trasferta | Totale | Totale | Totale | Totale | Totale | Totale | DR  |
| Competizione      | Punti | G       | V       | N       | P       | Gf      | Gs      | G            | V            | N            | P            | Gf           | Gs           | G      | V      | N      | P      | Gf     | Gs     | DR  |
| ----------------- | ----- | ------- | ------- | ------- | ------- | ------- | ------- | ------------ | ------------ | ------------ | ------------ | ------------ | ------------ | ------ | ------ | ------ | ------ | ------ | ------ | --- |
| Bundesliga        | 26    | 17      | 6       | 6       | 5       | 23      | 19      | 17           | 3            | 2            | 12           | 20           | 37           | 34     | 9      | 8      | 17     | 43     | 56     | -13 |
| Coppa di Germania | -     | 1       | 1       | 0       | 0       | 2       | 1       | 1            | 0            | 0            | 1            | 1            | 3            | 2      | 1      | 0      | 1      | 3      | 4      | -1  |
| Totale            | 26    | 18      | 7       | 6       | 5       | 25      | 20      | 18           | 3            | 2            | 13           | 21           | 40           | 36     | 10     | 8      | 18     | 46     | 60     | -14 |

### Andamento in campionato
| Giornata  | 1 | 2 | 3  | 4  | 5  | 6  | 7  | 8  | 9  | 10 | 11 | 12 | 13 | 14 | 15 | 16 | 17 | 18 | 19 | 20 | 21 | 22 | 23 | 24 | 25 | 26 | 27 | 28 | 29 | 30 | 31 | 32 | 33 | 34 |
| --------- | - | - | -- | -- | -- | -- | -- | -- | -- | -- | -- | -- | -- | -- | -- | -- | -- | -- | -- | -- | -- | -- | -- | -- | -- | -- | -- | -- | -- | -- | -- | -- | -- | -- |
| Luogo     | T | C | T  | C  | C  | T  | C  | T  | C  | T  | C  | T  | C  | T  | C  | T  | C  | C  | T  | C  | T  | T  | C  | T  | C  | T  | C  | T  | C  | T  | C  | T  | C  | T  |
| Risultato | N | V | P  | N  | P  | P  | P  | P  | N  | V  | V  | N  | P  | V  | V  | P  | V  | N  | P  | N  | P  | V  | P  | P  | P  | P  | N  | P  | V  | P  | V  | P  | N  | P  |
| Posizione | 8 | 5 | 10 | 10 | 12 | 14 | 16 | 17 | 17 | 15 | 14 | 15 | 15 | 14 | 11 | 13 | 10 | 12 | 13 | 13 | 16 | 13 | 15 | 16 | 16 | 16 | 16 | 16 | 16 | 16 | 16 | 16 | 16 | 16 |

Legenda:

Luogo: C = Casa; T = Trasferta. Risultato: V = Vittoria; N = Pareggio; P = Sconfitta.

### Statistiche dei giocatori
| Giocatore     | Bundesliga | Bundesliga | Bundesliga  | Bundesliga | Coppa di Germania | Coppa di Germania | Coppa di Germania | Coppa di Germania | Totale   | Totale | Totale      | Totale     |
| Giocatore     | Presenze   | Reti       | Ammonizioni | Espulsioni | Presenze          | Reti              | Ammonizioni       | Espulsioni        | Presenze | Reti   | Ammonizioni | Espulsioni |
| ------------- | ---------- | ---------- | ----------- | ---------- | ----------------- | ----------------- | ----------------- | ----------------- | -------- | ------ | ----------- | ---------- |
| E. Angele     | 32         | 0          | 3           | 0          | 2                 | 0                 | 1                 | 0                 | 34       | 0      | 4           | 0          |
| W. Cryns      | 2          | 0          | 0           | 0          | 0                 | 0                 | 0                 | 0                 | 2        | 0      | 0           | 0          |
| N. Eilenfeldt | 34         | 10         | 2           | 0          | 2                 | 0                 | 1                 | 0                 | 36       | 10     | 3           | 0          |
| H. Ellbracht  | 20         | 5          | 2           | 0          | 1                 | 0                 | 0                 | 0                 | 21       | 5      | 2           | 0          |
| V. Graul      | 26         | 6          | 3           | 0          | 0                 | 0                 | 0                 | 0                 | 26       | 6      | 3           | 0          |
| D. Herlein    | 0          | 0          | 0           | 0          | 0                 | 0                 | 0                 | 0                 | 0        | 0      | 0           | 0          |
| P. Krobbach   | 17         | 1          | 3           | 0          | 2                 | 0                 | 0                 | 0                 | 19       | 1      | 3           | 0          |
| L. Köstner    | 32         | 0          | 4           | 0          | 2                 | 0                 | 0                 | 0                 | 34       | 0      | 4           | 0          |
| H. Moors      | 34         | 1          | 6           | 0          | 2                 | 1                 | 1                 | 0                 | 36       | 2      | 7           | 0          |
| B. Ohlsson    | 9          | 1          | 0           | 0          | 0                 | 0                 | 0                 | 0                 | 9        | 1      | 0           | 0          |
| F. Pagelsdorf | 27         | 1          | 2           | 1          | 1                 | 0                 | 0                 | 0                 | 28       | 1      | 2           | 1          |
| R. Peitsch    | 20         | 4          | 1           | 0          | 0                 | 0                 | 0                 | 0                 | 20       | 4      | 1           | 0          |
| W. Pohl       | 34         | 3          | 4           | 0          | 2                 | 0                 | 0                 | 0                 | 36       | 3      | 4           | 0          |
| M. Rnic       | 1          | 0          | 0           | 0          | 0                 | 0                 | 0                 | 0                 | 1        | 0      | 0           | 0          |
| C. Sackewitz  | 30         | 4          | 6           | 1          | 2                 | 0                 | 0                 | 0                 | 32       | 4      | 6           | 1          |
| H. Schildt    | 12         | 2          | 0           | 0          | 2                 | 0                 | 0                 | 0                 | 14       | 2      | 0           | 0          |
| H. Schröder   | 33         | 4          | 7           | 0          | 2                 | 2                 | 0                 | 0                 | 35       | 6      | 7           | 0          |
| K. Schweter   | 0          | 0          | 0           | 0          | 0                 | 0                 | 0                 | 0                 | 0        | 0      | 0           | 0          |
| F. Schüller   | 1          | 0          | 0           | 0          | 0                 | 0                 | 0                 | 0                 | 1        | 0      | 0           | 0          |
| U. Stein      | 33         | 0          | 0           | 0          | 2                 | 0                 | 0                 | 0                 | 35       | 0      | 0           | 0          |
| R. Weidle     | 30         | 0          | 3           | 0          | 2                 | 0                 | 0                 | 0                 | 32       | 0      | 3           | 0          |